# Palazzo Arcivescovile (Taranto)
Il Palazzo Arcivescovile di Taranto è la sede dell'Arcivescovado nel Borgo Antico della città.
Fu costruito probabilmente nell'XI secolo, quando l'Arcivescovo Drogone decise di ampliare la Cattedrale di San Cataldo ad esso adiacente, in occasione del ritrovamento del corpo di San Cataldo avvenuto nel 1071. Il palazzo si affaccia sul Mar Grande, con l'ingresso principale in largo Arcivescovado.
Nel corso dei secoli il palazzo è stato più volte modificato ed ampliato, e ha dato ospitalità a molti personaggi illustri tra i quali Ferdinando II di Borbone ed alcuni esponenti di Casa Savoia.
Nel 1989 vi pernottò anche papa Giovanni Paolo II, durante la sua visita  a Taranto.
Nel corso dei restauri più recenti, sono stati riscoperti affreschi, pitture murali, soffitti decorati, colonne ed archi.
L'edificio ha una struttura quadrangolare, e i suoi ambienti si sviluppano intorno ad un cortile interno. La facciata presenta un grande portale, sul quale si può notare la presenza della statua del santo patrono della città. Una scala monumentale conduce ai piani superiori, dove si possono ammirare gli ambienti elegantemente arredati ed affrescati. Di particolare pregio è il Salone dei Vescovi, dove sono esposti i ritratti degli arcivescovi che si sono avvicendati nel tempo.